# Chaussan
Chaussan település Franciaországban, Rhône megyében. Lakosainak száma 1215 fő (2022. január 1.). Chaussan Rontalon, Soucieu-en-Jarrest, Saint-André-la-Côte, Saint-Laurent-d'Agny, Mornant és Chabanière községekkel határos.

## Népesség
A település népességének változása:
| Lakosok száma | 1024 | 1115 | 1145 | 1116 | 1139 | 1170 | 1200 | 1208 | 1215 |
|               | 2013 | 2015 | 2016 | 2017 | 2018 | 2019 | 2020 | 2021 | 2022 |